# Hedwig Prohl

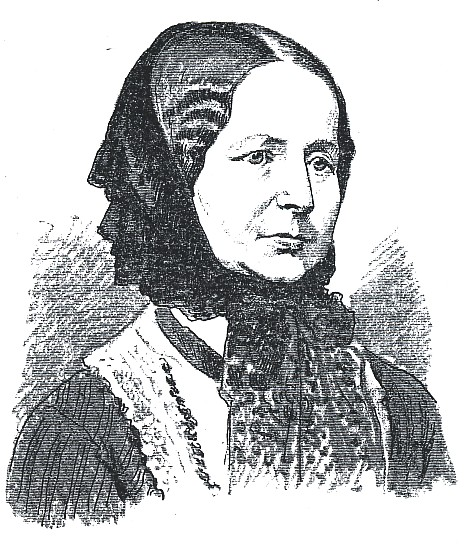
Hedwig Prohl

Hedwig Prohl (* 30. Juni 1823 in Mewe, Westpreußen; † 12. Februar 1886 in Breslau) war eine deutsche Schriftstellerin.

## Leben
Hedwig Prohl wurde als drittes Kind des Postsekretärs Taube in Mewe geboren. Kurz nach ihrer Geburt zog die Familie nach Marienburg um. Als Hedwig Prohl fünf Jahre alt war, blieb sie nach einem Besuch der Eltern bei ihrem kinderlosen Onkel in seiner Obhut. Sie besuchte die Töchterschule in Bromberg und erhielt Privatunterricht in Französisch und Musik. Mit 15 Jahren unternahm sie mit ihren Eltern Reisen nach Pommern und Berlin, zwei Jahre später kehrte sie schließlich endgültig in ihr Elternhaus zurück, was sie die Jahre zuvor nur in den Ferien besucht hatte.
Im Jahr 1845 heiratete sie den Rechnungsrat Prohl, mit dem sie erst in Krakau und später in Graudenz, Marienwerder und Breslau lebte. Sie wurde Mutter von vier Söhnen und einer Tochter, für deren Bildung sie begann, schriftstellerisch tätig zu werden. Die 1862 erschienene Jugendschrift Samenkörner für junge Herzen war ihr Erstlingswerk, dem in den nächsten Jahren zahlreiche weitere Romane und Erzählungen für Kinder und Jugendliche folgten.

## Werke
- Samenkörner für junge Herzen (1862).
- Ernster Sinn in bunten Bildern (1863).
- Erfreue und nütze! (1864).
- Sei willkommen! (1866).
- Stiefmütterchen (1868).
- Das Glückskind (1871).
- Gefunden (1872).
- In Leid und Freud (1878).
- Wo ist der Himmel? (1881).
- Rosige Jugendzeit (1881).
- Im trauten Daheim (1884).
- Brauseköpfchen (1884) (Digitalisat beim DFG-Projekt Digitalisierte historische Kinderbücher).